# Flores de otro mundo
Pour plus de détails, voir Fiche technique et Distribution.
Flores de otro mundo est un film espagnol réalisé par Icíar Bollaín, sorti en 1999.

## Fiche technique
- Titre français : Flores de otro mundo
- Réalisation : Icíar Bollaín
- Scénario : Icíar Bollaín et Julio Llamazares
- Direction artistique : Josune Lasa
- Costumes : Teresa Mora
- Photographie : Teo Delgado
- Montage : Ángel Hernández Zoido
- Musique : Pascal Gaigne
- Pays d'origine : Espagne
- Format : Couleurs - 35 mm - 1,85:1 - Dolby Surround
- Genre : comédie dramatique
- Durée : 108 minutes
- Dates de sortie :
  - France : 16 mai 1999 (Festival de Cannes 1999), 20 octobre 1999 (sortie nationale)
  - Espagne : 28 mai 1999

## Distribution
- José Sancho : Carmelo
- Luis Tosar : Damián
- Lissete Mejía : Patricia
- Chete Lera : Alfonso
- Marilyn Torres : Milady
- Elena Irureta : Marirrosi
- Amparo Valle : Gregoria la madre
- Rubén Ochandiano : Oscar

## Distinctions

### Sélection
- Festival de Cannes 1999 : semaine de la critique

### Nominations
- Goyas 1999 :
  - meilleur espoir masculin pour Luis Tosar
  - meilleur scénario original pour Icíar Bollaín et Julio Llamazares